# Раджу, Пулла Тирупати
Пулла Тирупати Ра́джу (IAST Poolla Tirupati Raju, 1904—1992) — индийский философ XX века. Один из ведущих специалистов по сравнительной философии. Его философию часто характеризуют как онтологический идеализм.
Пытался разработать систему абсолютного идеализма, которая бы опиралась на национальные религиозно-философские традиции. Выдвигал тезис о необходимости связи с философией с жизни. Негативно относился к материализму и субъективному идеализму. Основой своих воззрений считал адвайту-веданту.Одной из важных работ П. Т. Раджу в области философской компаративистики, по мнению некоторых исследователей, была вышедшая в 1960 году под его редакцией и редакцией философа С. Радхакришнана книга «Понятие человека. Исследование в сравнительной философии». В этой работе впервые различные философские традиции (греческая, новоевропейская, еврейская, китайская, индийская) сопоставлялись по проблеме человека.

## Сочинения
- Thought and Reality. Hegelianism and Advaita. — London, 1937.
- Telugu literature (Andhra literature). — Bombay: International Book House, 1944.
- The Western and the Indian philosophical traditions // The Philosophical Review. Vol. 56. № 2. 1947. P. 127—155.
- Idealisms: Eastern and Western // Philosophy East and West. 5. 1955. 211—234.
- Being, existence, reality, and truth // Philosophy East and West. 17. 1957. 291—315.
- Influence of Industrialization and Technology on the Philosophies of India. Prabuddha Bharata, 1957, vol.62, N 7,8.
- Introduction to comparative philosophy. — Lincoln: University of Nebraska Press, 1962.
- The Logic of Invariable Concomitance in the Tattvacintāmani (review)// Journal of the History of Philosophy — Volume 6, Number 4, October 1968, pp. 418—419
- The philosophical traditions of India. — Pittsburgh, University of Pittsburgh Press, 1972.
- Structural Depths of Indian Thought. — Albany: State University of New York Press, 1985.
- The philosophical traditions of India. — Delhi: Motilal Banarsidass Publishers, 1992.
- The Concept of Man. A Study in Comparative Philosophy // Ed. by Radhakrishnan S. and P.T. Raju. London, 1960.

## На русском языке
- Раджу П. Т. Понятие человека. Исследование в сравнительной философии. Перевод М. Я. Корнеева // Хайдеггер и восточная философия: поиски взаимодополнительности культур. — СПб., 2001. С.286-297.